# セ・ラ・ビィ
『セ・ラ・ビィ』とは宝塚歌劇団の作品。

## 星組 宝塚大劇場公演
形式名は「グランド・ショー」。17場。
公演期間は1969年9月4日から9月30日まで。
併演は『椎葉の夕笛』。

### スタッフ
- 作・演出：内海重典
- 演出：横澤秀雄
- 音楽：中元清純、入江薫、高井良純、寺田瀧雄、吉崎憲治
- 音楽指揮：溝口尭
- 振付：喜多弘、佐々木和男、中野章三、山田裕子、司このみ
- 装置：石浜日出雄
- 衣装：静間潮太郎
- 照明：今井直次
- 小道具：生島道正
- 効果：村上茂
- 演出助手：岡田敬二
- 製作：太谷真一

参考文献：『宝塚歌劇の60別冊』

### 主な出演
- 歌う男：上月晃、南原美佐保、鳳蘭、安奈淳
- 歌う女：如月美和子、初風諄、姫由美子
- 踊る男：司このみ、富士ます美、五十路まり
- トリオの男：景千舟、松あきら、常花代

参考文献：『宝塚歌劇の60別冊』

## 星組 東京宝塚劇場公演
公演期間は1970年3月1日から3月29日まで。
主なスタッフに白井鐡造がいる。
併演は『安寿と厨子王』。